# Светлая (приток Зимней Золотицы)
Светлая (Светлица) — река в Архангельской области России.
Река протекает по западной части Беломорско-Кулойского плато. Питание снеговое и дождевое. Длина реки составляет 12 км, площадь водосборного бассейна — 150 км². Имеет несколько притоков. От истока река течёт на восток, затем поворачивает на северо-восток. Впадает в реку Зимняя Золотица в пяти километрах выше по течению от бывшего посёлка геологов Поморье (месторождение алмазов имени М. В. Ломоносова). Восточнее устья реки находится вахтовый посёлок Светлый.

## Данные водного реестра
По данным государственного водного реестра России и геоинформационной системы водохозяйственного районирования территории РФ, подготовленной Федеральным агентством водных ресурсов:
- Бассейновый округ — Двинско-Печорский
- Речной бассейн — Зимняя Золотица
- Водохозяйственный участок — Реки бассейна Белого моря от северо-восточной границы р. Золотица до мыса Воронов без р. Северная Двина